# Guiso carrero
El guiso carrero o guiso carretero es un plato tradicional de las gastronomías de Paraguay, sur de Brasil, Uruguay y de Argentina. Consiste en un guisado rápido a base de carne y verduras. Su consumo en épocas invernales, es muy popular y difundido a lo largo de ambos países, siendo de los guisos mas comunes dentro de las cocinas hogareñas.

## Origen
Hasta principios del siglo XX, el transporte en el Río de la Plata consistía en diligencias que atravesaban los distintos territorios en carretas impulsadas por varios bueyes, haciendo viajes que podían durar varias semanas o meses. Debido a la lentitud propia de este medio de transporte, difícilmente era posible llegar a un pueblo donde servirse de una posada a tiempo para la hora de comer, por lo que cualquier lugar debía servir de cocina llegada la hora indicada, lo que solía ser, por lo general, campo abierto. Es por esta razón, que las carretas solían llevar grandes ollas de hierro colgadas del toldo, que servían para preparar el alimento de pasajeros y personal. LLegada la hora de comer, se hacía un alto donde se aprovechaba para descansar, pastorear y abrevar los bueyes, así como para aprontar el "guiso carrero" que sería el alimento de los pasantes.
Este guiso se preparaba rápidamente dentro de la olla de hierro sobre un fogón, donde se cocinaban juntos todos los ingredientes que pudieran transportar: charque, tocino, chorizos, zapallos, papas, choclos, fideos y porotos.

## Receta
Se pican todas las veduras y la carne, se sofríe la cebolla y el morrón, luego la carne y se cubre de caldo, cuando la carne esté tierna se agregan las papas, los choclos y el zapallo, si se quiere se puede añadir fideos al final. Es común que al momento de servir se pueda agregar queso rallado por encima.